# (7371) 1978 VA6
1978 في أي 6 (ويعرف أيضًا باسم كويكب الباز(7371) 1978 في أي 6 وفق تسمية الكوكب الصغير) (بالإنجليزية: 1978 VA6)‏ هو كويكب ضمن حزام الكويكبات؛ وترتيبه 7371 من حيث الاكتشاف. اكتُشف هذا الجُرم الفلكي بواسطة شيلت جون بوبي في 7 نوفمبر 1978. وفي عام 2019 أطلق عليه اسم الباز أو (بالإنجليزية: 7371 El-Baz)‏ نسبه إلى العالم المصري فاروق الباز.

## وصلات خارجية
- (7371) 1978 VA6 في قاعدة بيانات مختبر الدفع النفاث لأجرام النظام الشمسي الصغيرة

- الاكتشاف · مخطط المدار ·  العناصر المدارية · المعلمات المادية

- (7371) 1978 VA6 على موقع ويكي سكاي: DSS2, SDSS, GALEX, IRAS, Hydrogen α, X-Ray, Astrophoto, Sky Map, Articles and images